# Дэвис, Джереми (музыкант)
Дже́реми Кле́йтон Дэ́вис (англ. Jeremy Clayton Davis; род. 8 февраля 1985, Норт-Литл-Рок, Арканзас) — экс-бас-гитарист американской рок-группы Paramore.

## Биография
В 2002 году, будучи в 16-летнем возрасте, Джереми жил во Франклине, штат Теннесси, и играл в фанк кавер-группе «The Factory», где и познакомился с Хейли Уильямс, а через неё и с другими членами будущей группы: Джошем и Заком Фарро. В 2005 году Джон Яник, основатель звукозаписывающего лейбла Fueled by Ramen, подписал с ними контракт. 30 сентября 2011 года Джереми женился на британской актрисе Кэтрин Кэмси.

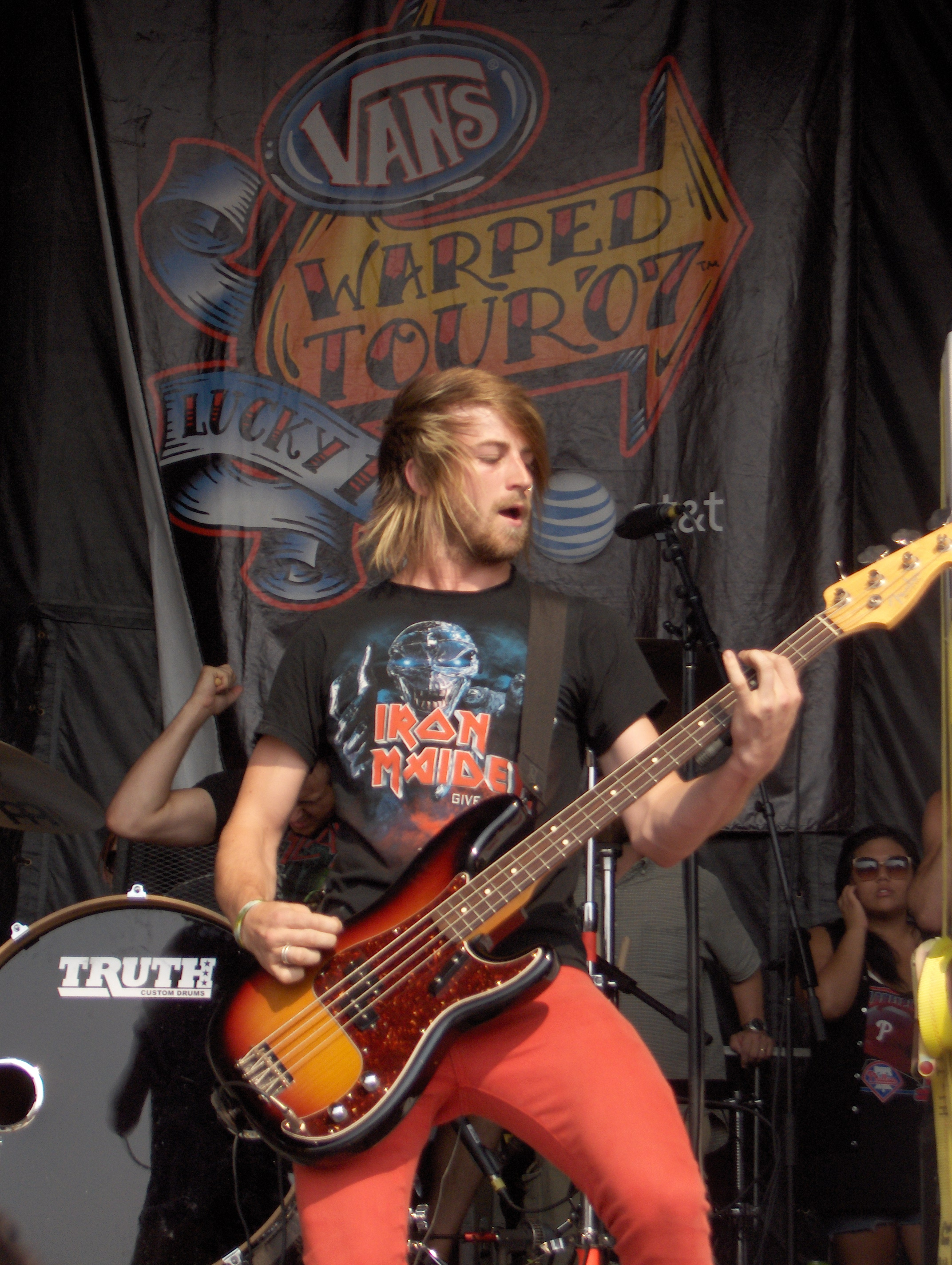
Джереми во время Warped Tour3 августа 2007 года, Камден (Нью-Джерси)

## Paramore
Группа Paramore была создана в 2004 году во Франклине, штат Теннесси, двумя братьями: Джошем Фарро (соло-гитара, бэк-вокал) и Заком Фарро (ударные). Тейлор Йорк (ритм-гитара) также был с ними с самого начала, однако его родители хотели, чтобы тот сначала окончил школу. Позже братья Фарро попросили Хейли Уильямс (вокал, клавишные) вступить в группу. Благодаря Хейли к ним также присоединился и Джереми (бас-гитара). До формального создания группы её члены были «обеспокоены женским вопросом»: необходимостью иметь Уильямс в качестве вокалистки, но так как они все были друзьями, Хейли начала писать песни вместе с ними и вскоре стала полноценным членом группы. В конечном итоге группа подписала контракт с лейблом Fueled by Ramen. Однако прежде чем они начали запись, Дэвис покинул группу по личным соображениям. Песня «All We Know» из первого альбома группы посвящена его уходу. На это время Джереми заменил Джон Хембри. Группа выпустила свой первый альбом, All We Know Is Falling, и один мини-альбом, The Summer Tic EP, без участия Дэвиса. Тем не менее вскоре после этого он вернулся и присутствовал при написании второго альбома группы, Riot!. Дэвис также играет на басу в концертных альбомах The Final Riot! и Live in the UK 2008. Третий альбом группы, Brand New Eyes, был выпущен 29 сентября 2009 года. Четвёртый альбом с одноимённым названием «Paramore» был выпущен 9 апреля 2013 года.
14 декабря 2015 года Джереми Дэвис заявил о своём уходе из группы.

## Оборудование
Бас-гитары
- Custom Fender Jazz Bass
- Fender Jazz Bass’s
- 52' Vintage Fender Precision Bass
- 62' Vintage Fender Precision Bass
- Gibson Grabber 3 '70s Tribute Bass

Эффекты
- Boss TU-2 Tuner (предположительно)
- V2 Angry Fuzz (предположительно)
- Russian Big Muff[англ.] (предположительно)
- Boss GEB-7 Bass Equalizer (предположительно)
- Big Muff Pi[англ.] (предположительно)

Усилители
- Ampeg SVT810AV (предположительно)